# Departament de Chuquisaca
El Departament de Chuquisaca és una divisió administrativa de Bolívia.

## Províncies
Se sotsdivideix en 10 províncies (provincias):
| Província                | Capital                       | Províncies de Chuquisaca |
| ------------------------ | ----------------------------- | ------------------------ |
| Belisario Boeto          | Villa Serrano                 | Províncies de Chuquisaca |
| Hernando Siles           | Monteagudo                    | Províncies de Chuquisaca |
| Jaime Zudáñez            | Presto                        | Províncies de Chuquisaca |
| Juana Azurduy de Padilla | Azurduy                       | Províncies de Chuquisaca |
| Luis Calvo               | Villa Vaca Guzmán (Muyupampa) | Províncies de Chuquisaca |
| Nor Cinti                | Camargo                       | Províncies de Chuquisaca |
| Oropeza                  | Sucre                         | Províncies de Chuquisaca |
| Sud Cinti                | Villa Abecia                  | Províncies de Chuquisaca |
| Tomina                   | Padilla                       | Províncies de Chuquisaca |
| Yamparáez                | Tarabuco                      | Províncies de Chuquisaca |